# شورش‌های سیلزی

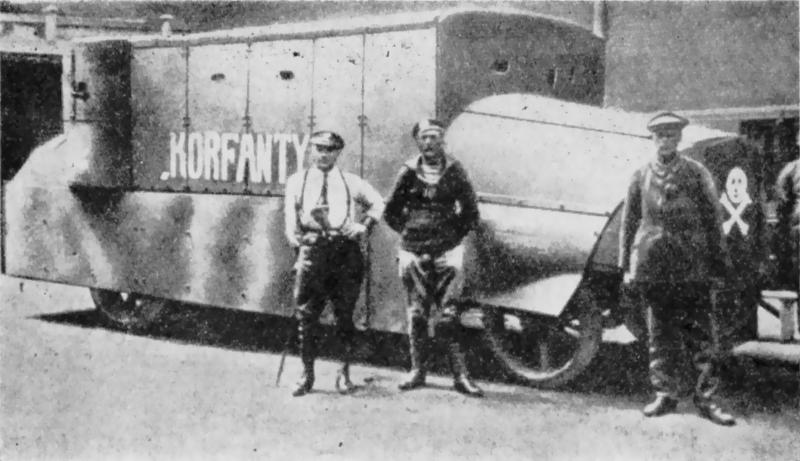
خودروی زرهی لهستانی در ۱۹۲۰.

شورش‌های سیلزی (آلمانی: Aufstände in Oberschlesien; لهستانی: Powstania śląskie) به مجموعه‌ای از سه شورش مسلح لهستانی‌ها در سیلزی علیا بین سال‌های ۱۹۱۹ و ۱۹۲۱ علیه حکومت آلمان (جمهوری وایمار) گفته می‌شود. ساکنان سیلزی می‌خواستند از آلمان جدا شده و به جمهوری دوم لهستان که پس از جنگ جهانی اول تأسیس شده بود بپیوندند.

## اولین شورش سیلزی
اولین شورش سیلزی در ۱۶–۲۶ اوت ۱۹۱۹ روی داد و در نتیجهٔ آن شورشیان لهستانی از سوی نیروهای آلمان سرکوب شدند.

## دومین شورش سیلزی
دومین شورش سیلزی در ۱۹–۲۵ اوت ۱۹۲۰ روی داد و در نتیجهٔ آن نیروهای خارجی طرفین را مجبور به پذیرش آتش‌بس کردند.

## سومین شورش سیلزی
سومین شورش سیلزی از ۲ مه تا ۲۱ ژوئیه ۱۹۲۱ روی داد و در نتیجهٔ آن جامعه ملل طرفین را مجبور به پذیرش آتش‌بس کرد.

## همه‌پرسی سیلزی علیا
در نتیجهٔ این همه‌پرسی از ۱۵ مه ۱۹۲۲ بخشی از منطقهٔ سیلزی علیا بخشی از جمهوری دوم لهستان شد.